# Cróbilos
Cróbilos (en llatí Crobylus, en grec antic Κρώβυλος "Króbylos") fou un poeta còmic atenenc considerat de la nova comèdia, però que podria ser de la mitjana. de la seva època només se sap que vivia als voltants de l'any 324 aC o poc després. Alguns autors l'han confós amb Hegèsip d'Atenes.
Ateneu de Nàucratis ha conservat els títols i alguns fragments de les seves obres: 
- Ἀπαγχόμενος ("Apanchomenos" El penjat).
- Ἀπολιποῦσα ("Apolipousa", La desterrada).
- Ψευδυποβολιμαῖος ("Pseudopobolimaios" "El que se situa falsament").[1]